# Automotrice DB 610
L'automotrice 610 della Deutsche Bundesbahn, poi della Deutsche Bahn, è un'automotrice doppia, a trazione Diesel e assetto variabile, progettata per i servizi regionali veloci su linee tortuose.

## Storia
Negli anni ottanta del XX secolo, il servizio ferroviario regionale della Franconia conobbe un calo di passeggeri, dovuto alla scarsa velocità dei collegamenti causata dalla tortuosità delle linee.
La Deutsche Bundesbahn pensò quindi di sperimentare l'utilizzo di rotabili ad assetto variabile secondo la tecnologia progettata dalla FIAT, che già equipaggiava i "Pendolini" delle Ferrovie dello Stato italiane.

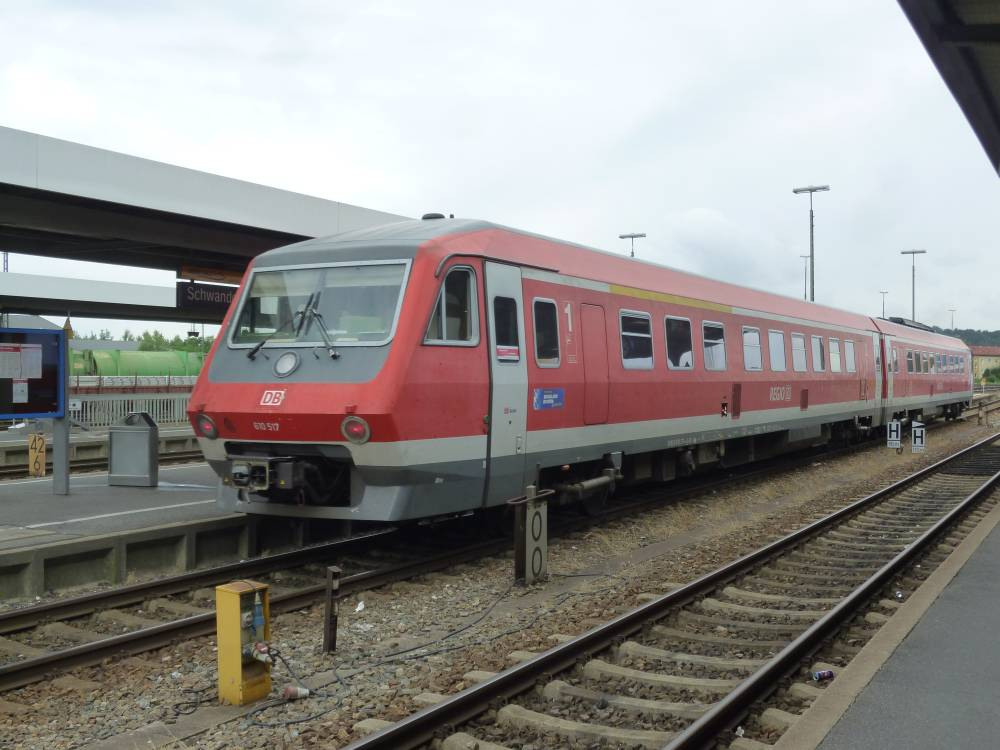
Automotrice 610 nell'attuale livrea rossa

La costruzione venne affidata a un consorzio di imprese, capeggiato dalla MAN per la parte meccanica e dalla Siemens per la parte elettrica; i motori Diesel furono costruiti dalla MTU.
Vennero ordinati 20 complessi binati, nel 1988 e nel 1990, consegnati nel 1992; le unità singole furono numerate da 610 001 a 020 e da 610 501 a 520.
Nel 2000 alcuni casi di rottura dei carrelli portarono al ritiro dal servizio di tutte le unità che tornarono in circolazione l'anno successivo dopo la sostituzione dei carrelli stessi. Le 610 hanno quindi prestato servizio fino al 2014 sulle linee regionali non elettrificate intorno a Norimberga e Ratisbona.
Il successo dell'assetto variabile ha portato alla realizzazione di due serie discendenti, le 611 e le 612.